# 新山口カンツリー倶楽部
新山口カンツリー倶楽部（しんやまぐちカンツリーくらぶ）は、山口県防府市にあるゴルフ場である。

## 概要
毛利家は、東京高輪本邸を財産税で物納、防府本邸も物納の危機にあった、華族制度の解体、農地改革、財産税など、戦後の旧華族たちは追い詰められていた。その窮状を知った地元の経済界が、毛利本邸裏山に9ホールのゴルフ場を造り、その入場収入で税金を納めることを提案した。
毛利家本邸を用地として、コース設計を井上誠一に依頼、1952年（昭和27年）7月11日、「山口カンツリー倶楽部」9ホールのゴルフ場が開場された。山口カンツリー倶楽部は、山コースだが誕生の歴史がある。倶楽部の正面は毛利本邸の正門で、山口カンツリー倶楽部のシンボルである。
1975年（昭和50年）、9ホールを増設、18ホール規模のゴルフ場が完成した。全域は「毛利の森」と呼ばれ、毛利藩の歴史と伝統を継承したゴルフコースである。毛利本邸に造られたコースは、ブラインドコースがあるが、アリソンバンカーが設計したゴルフ場である。理事長の大洋漁業株式会社の中部利三郎、子孫の一次郎、銀次郎兄弟も山口カンツリー倶楽部で腕を磨いた。
2008年（平成20年）12月1日、山口カンツリー倶楽部は、公益法人改革法の施行に伴い、資金が確保できないこと、税制上の優遇等が消滅したことなどから株式会社への移行を決め、スポンサーを探すことになった。同年8月末日、山口カンツリー倶楽部は社団法人を解散し「タカガワグループ」に譲渡、また、同年9月からゴルフ場名を「タカガワ新山口カンツリー倶楽部」に変更する。
2016年（平成28年）4月28日、タカガワ新山口カンツリー倶楽部は、経営会社がタカガワグループから「エスフーズ株式会社」のグループ会社の「株式会社新山口カンツリー倶楽部」に変わり、経営交代に伴いゴルフ場名を「新山口カンツリー倶楽部」に変更された。

## 所在地
〒747-0023 山口県防府市多々良一丁目15番1号

## コース情報
- 開場日 - 1952年7月11日
- 設計者 - 井上 誠一
- 面積 - 660,000m2（約20万坪）
- コースタイプ - 山岳コース
- コース - 18ホールズ、パー72、6,081ヤード
- フェアウェー - コウライ
- ラフ - ノシバ
- グリーン - 1グリーン、ベント
- ハザード - バンカーの52、池が絡むホール5
- 予約受付 - 2ヶ月前の1日より、平日分・午後1時より、土日祝分・午前10時より電話受付
- プレースタイル - 全組セルフプレー乗用カート使用、１組4人が原則だが、状況によりツーサムも可
- 練習場 - 8打席80ヤード
- 休場日 - なし、月曜日セルフ営業（祝日通常営業）[4]

## クラブ情報
- ハウス面積 - 1,540m2（約465.8坪）
- ハウス設計 - 松田・前田設計事務所
- ハウス施工 - 澤田建設株式会社[4]

## ギャラリー
- コース - 「新山口カンツリー倶楽部」、コースガイド、2021年3月10日閲覧
- ハウス - 「新山口カンツリー倶楽部」、施設案内、2021年3月10日閲覧

## 交通アクセス
- 鉄道 - 山陽本線（JR西日本） - 防府駅より タクシー利用約7分）[4]
- 道路 - 山陽自動車道 - 防府西ICより 約5km[4]

## エピソード
- クラブハウスと18番ホールの間には、毛利家祖霊社、毛利家絵画堂が並んでいる。開場時のクラブハウスは、現在の毛利博物館の建物で、喫茶舞衣は昔はフロントだった[5]。
- 開場が1952年（昭和27年）と名門級ではないが、山口地方では「山カン」といわれ名門と思っていて、それを誰も疑わない[5]。

## 関連文献
- 『ゴルフ場ガイド 西版』、2006-2007、「山口カンツリー倶楽部」、東京 ゴルフダイジェスト社、2006年5月、2021年3月10日閲覧
- 『美しい日本のゴルフコース BEAUTIFUL GOLF CULTURE IN JAPAN 日本のゴルフ110年記念 ゴルフは日本の新しい伝統文化である』、ゴルフダイジェスト社「美しい日本のゴルフコース」編纂委員会編、「山口県最初のコースは防長36万石、毛利家の裏庭に造られた」、東京 ゴルフダイジェスト社、2013年12月、2021年3月10日閲覧